# Stopa poprzecznie płaska statyczna
Stopa poprzecznie płaska statyczna (łac. pes transverso-planus staticus) – morfologiczno-czynnościowa niedomoga stopy powstającą w wyniku długotrwałego przeciążania (np.przy chodzeniu w butach na wysokim obcasie).
Dotyka głównie osób dorosłych. Następuje obniżenie podłużnego łuku stopy, koślawe ustawienie pięty oraz przesunięcie nadmiernej części ciężaru ciała na przodostopie.